# مرسيدس بنز 170 إس
مرسيدس بنز دبليو 191 (بالإنجليزية: Mercedes-Benz W191) هي سيارة من إنتاج شركة مرسيدس بنز الألمانية، تم إنتاجها بين عامي (1949–1952) بأشكال مختلفة منها يعمل بمحرك ديزل وأخرى بمحرك بنزين. بسعة محرك 1.8 لتر من نوع «إم 136» بقوة 52 حصان وبسرعة 122 كم/ساعة، كما تم عرض نسخة مصغرة منها بسعة محرك 1.7 لتر. وفي نسخة خاصة من السيارة والتي تحمل كلمة "Sonder" وهي نسخة خاصة من السيارة مقدمة لرجال الأعمال وكبار الشخصيات وأصحاب الشركات الناجحة، حيث تحمل هذه النسخة من السيارة درجة عالية من الراحة والجودة.

## معرض الصور

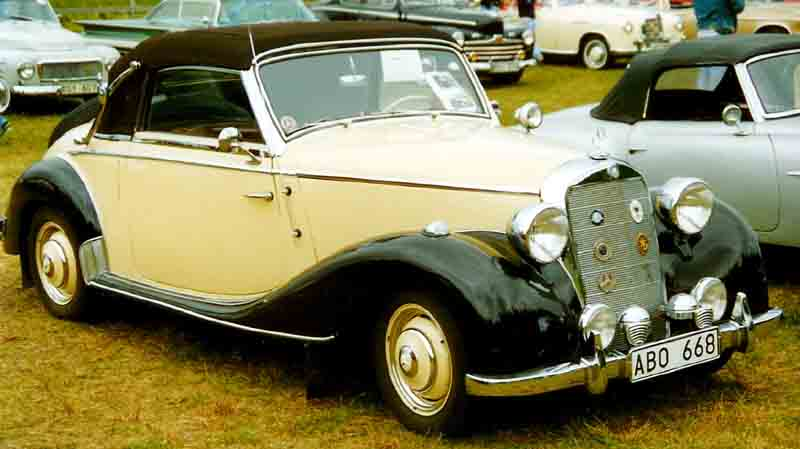
مرسيدس بنز 170 S “سقف قابل للفتح A” (الوصف: مقعدين مع سقف قابل للفتح) 1949–1951
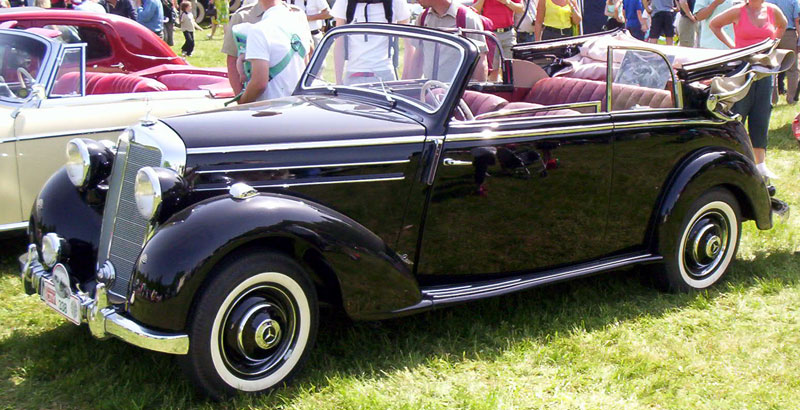
مرسيدس بنز 170 S “سقف قابل للفتح B” (الوصف: أربع مقاعد مع سقف قابل للفتح) 1949–1951
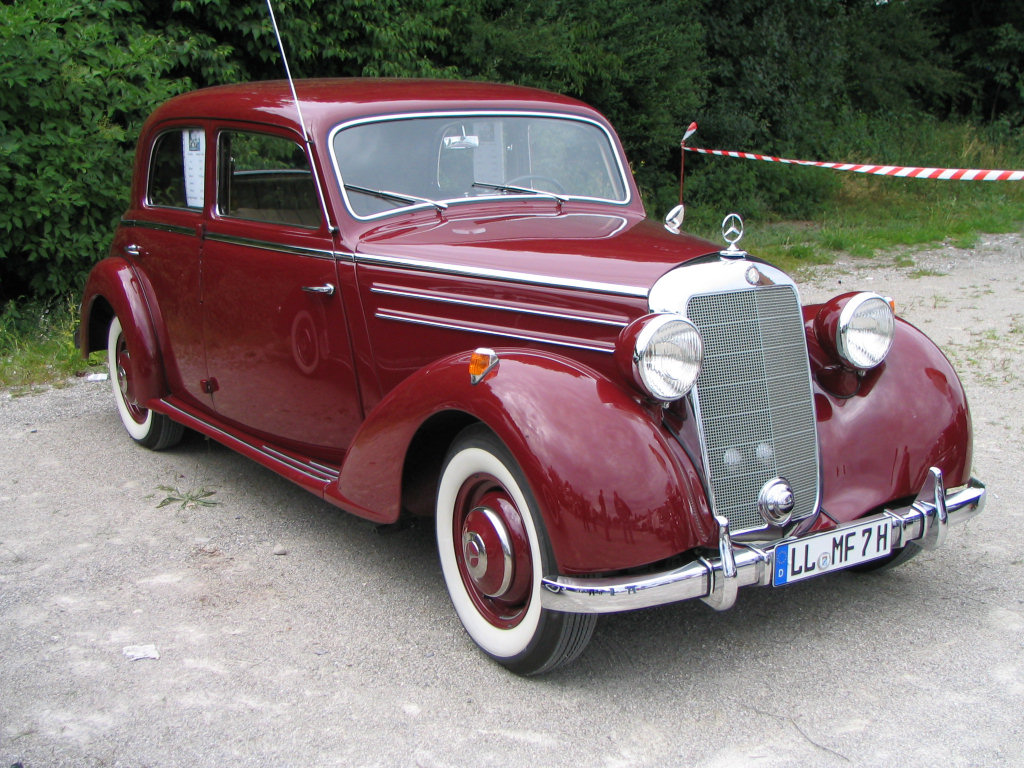
مرسيدس بنز 170 V / 170 S
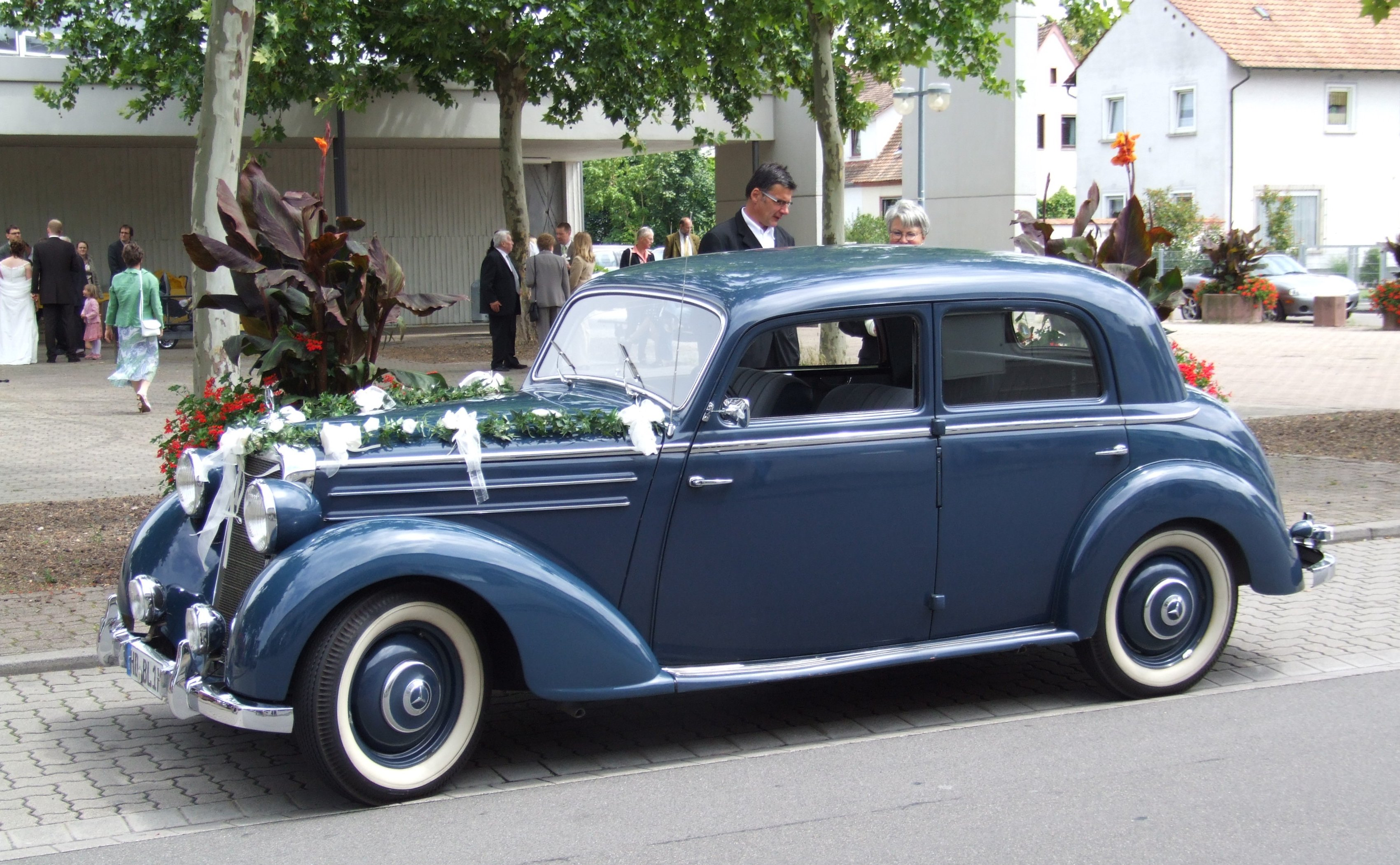
1953 مرسيدس 170 DS (موديل W191)
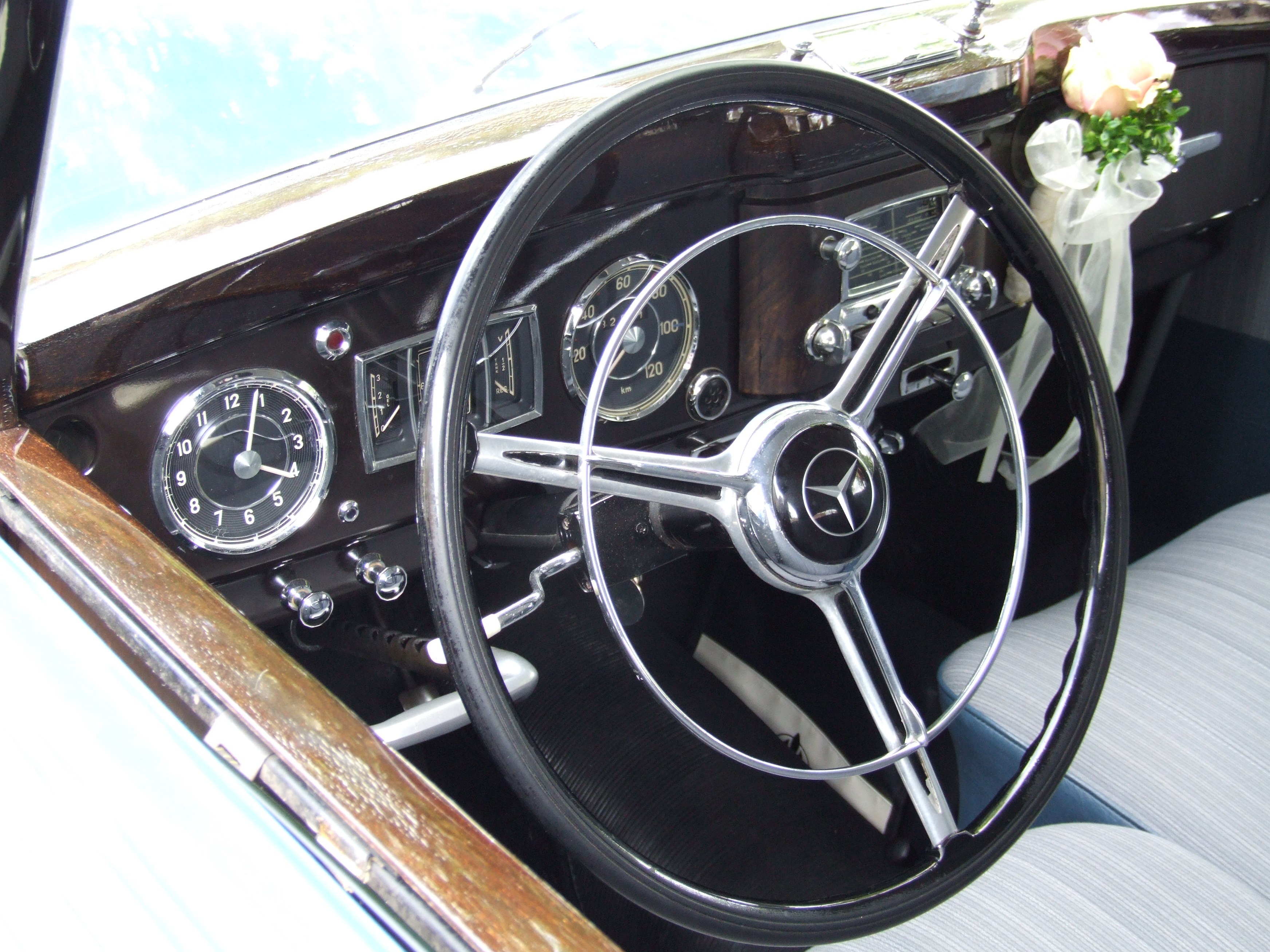
لوحة القيادة لمرسيدس 170 DS (موديل W191)

## اقرأ أيضاً
- مرسيدس بنز